# Biserica de lemn din Magherești din Vale

Biserica de lemn „Sfântul Mare Mucenic Gheorghe” din Magherești din Vale, comuna Săcelu, județul Gorj, foto. septembrie 2011.

Biserica (vest)

Absida altarului

Icoana de hram

Apostolii Toma, Iacob, Simon

Cimitirul

Biserica de lemn din Magherești din Vale, comuna Săcelu, județul Gorj, a fost construită în 1795. Are hramul „Sfântul Mare Mucenic Gheorghe”. Biserica nu se află pe noua listă a monumentelor istorice.

## Istoric și trăsături
În martie 1874, învățătorul Dimitrie Colțescu înștiința că în Magherești „sunt două biserici care sunt de lemn și au o vechime de 100 de ani”; atunci bisericile aveau încă înfățișarea pe care le-o dăduseră meșterii lemnari la începuturi.
În Maghereștii din Vale, parte sat megieșesc, parte în stăpânirea vornicului Dumitrache Bibescu, biserica Sfântul Nicolae a fost construită, conform catagrafiei de la 1840, în anul 1795. În anul 1886 a fost refăcută și i s-a schimbat și hramul.
În anul 1978 biserica a fost din nou renovată și pictată, ascunzând sub tencuială pereții vechi, cu console masive. Planul este cel preponderent în arhitectura bisericilor de lemn: navă dreptunghiulară, altarul decroșat, poligonal, cu cinci laturi.
Pridvorul, adosat în anul 1886, a fost închis cu geamuri.
O icoană veche a Cuvioasei Paraschiva, cu arhanghelii în spatele tronului, a ajuns în colecția muzeală de la Mănăstirea Polovragi.

## Imagini din exterior

Drumul spre biserică
Hramul bisericii
Biserica (sud), mascată de morminte şi vegetaţie
Lemn sub tencuială
Lemn sub tencuială
Lemn sub tencuială
Pictura exterioară
Pictura exterioară
Pictura exterioară
Pictura exterioară
Pictura exterioară